# Linnaeus Terrace
Die Linnaeus Terrace ist ein 1600 m hoch gelegenes Plateau aus verwittertem Sandstein der Beacon Supergroup im ostantarktischen Viktorialand. In der Asgard Range liegt diese etwa 1,5 km lange und rund 1 km breite Terrasse 1,5 km nördlich des Oliver Peak.
Der United States Geological Survey kartierte sie anhand von Luftaufnahmen der United States Navy aus dem Jahr 1970. Der Biologe Imre Friedmann (1921–2007) vom Polarforschungszentrum der Florida State University, der im Dezember 1980 die mikrobiologische Flora auf dieser Terrasse untersucht hatte, benannte sie in latinisierter Form nach dem schwedischen Naturforscher Carl von Linné (1707–1778). Die Terrasse bildet das besonders geschützte Gebiet der Antarktis Nr. 138.